# Groove Coverage

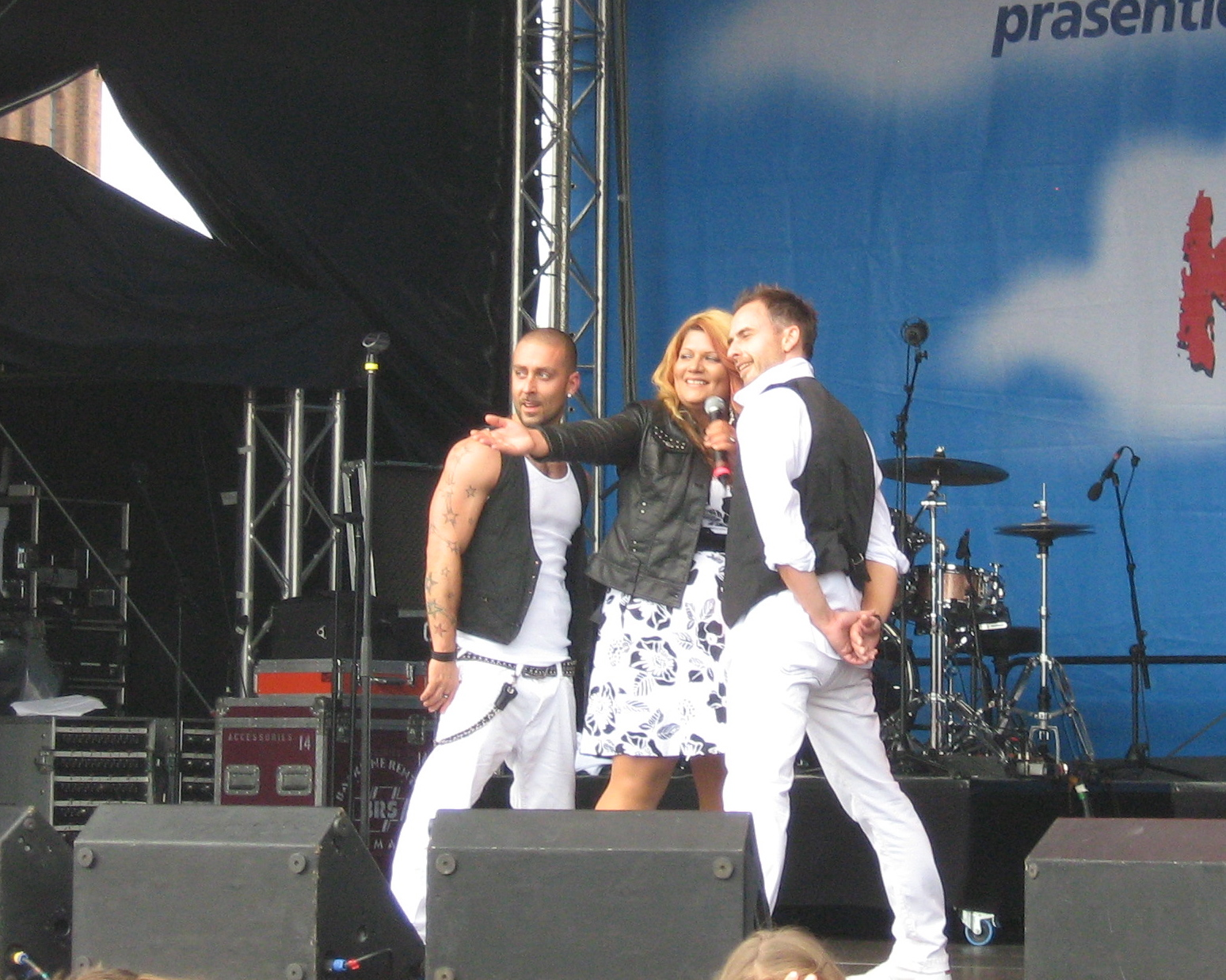
Groove Coverage in 2011

Groove Coverage is een Duitse Eurotrance-groepering. Het project bestaat uit Axel Konrad, DJ Novus, Mell (leadzangeres) en Verena die af en toe meezingt. Ze hebben over de hele wereld, maar vooral in Duitsland hits gehad. Hun grootste hit tot nu toe is Poison, een bewerking van het origineel van Alice Cooper.
Ze hebben tot nu toe twee officiële albums uitgebracht: Covergirl (2002) en 7 Years and 50 Days (2004). Ook hebben ze een greatest hits-album uitgebracht. Sinds 2006 werkte Groove Coverage aan haar derde album. Daarvan zijn drie singles verschenen: Holy Virgin (een Engelse cover van het nummer Fata Morgana van de Oostenrijkse band Erste Allgemeine Verunsicherung), On The Radio en 21st Century Digital Girl. Het album heette 21st Century en is uitgekomen op 7 juli 2006.

## Discografie

### Singles
1. Hit Me (1999)
2. Are You Ready (2000)
3. Moonlight Shadow (2001)
4. God is a Girl (2002)
5. The End (2002)
6. Poison (2003)
7. 7 Years and 50 Days (2004)
8. Runaway (2004)
9. She (2004)
10. Holy Virgin (2005)
11. On The Radio (2006)
12. 21st Century Digital Girl (2006) (Een parodie op 21st Century (Digital Boy) van Bad Religion.)
13. Because I Love You (2007)
14. Innocent (2010)
15. Angeline (2011)

### Albums
1. Covergirl (2002)
2. 7 Years and 50 Days (2004)
3. 21st Century (2006)
4. Riot on the Dancefloor (2012)